# 도리원초등학교
도리원초등학교는 대한민국 경상북도 의성군에 있는 초등학교다.

## 학교 연혁
- 1949년 9월 1일 도원공립국민학교 개교
- 1952년 11월 11일 도리원국민학교 개편
- 1955년 3월 25일 제1회 졸업(98명)
- 1981년 3월 8일 병설유치원 개원
- 1994년 3월 1일 산제국민학교 폐교 및 본교 통폐합
- 1995년 3월 1일 봉양국민학교 분교장 격하 편입
- 1996년 3월 1일 도리원초등학교 개편
- 1998년 3월 1일 봉양분교 폐교 및 본교 통폐합
- 1999년 9월 1일 일산초등학교 분교장 격하 편입
- 2000년 3월 1일 일산분교장 폐교 및 본교 통폐합
- 2000년 3월 1일 이두초등학교 쌍계분교장 폐교 및 분산 통폐합[1]
- 2015년 2월 13일 제61회 졸업식 16명 졸업(총 4,976명)
- 2015년 3월 1일 본교 7학급편성(특수 1학급 포함), 유치원 1학급 편성
- 2015년 3월 1일 김대재 교장선생님 부임